# A Lovely Sunday for Creve Coeur
A Lovely Sunday for Creve Coeur é uma peça de um ato com duas cenas de Tennessee Williams.

## Sinopse do enredo
Ambientada em St. Louis em meados da década de 1930, a peça se concentra em quatro mulheres lutando por um senso de identidade e independência. Dorothea, uma professora de educação cívica de meia-idade, parecida com Blanche DuBois, da escola secundária local, fantasia que seu namorado canalha, o diretor da escola T. Ralph Ellis, é na verdade o Príncipe Encantado, depois de permitir que ele a seduza no banco de trás do carro dele. Seu colega de quarto desleixado, mas de bom coração e com deficiência auditiva, Bodey, insiste incansavelmente para que Dottie comece um relacionamento com seu irmão gêmeo corpulento, Buddy (que nunca é visto no palco), que não gosta de moda e gosta de charutos. Sophie Gluck, uma imigrante alemã maníaco-depressiva que lamenta a perda de sua amada mãe, é outra inquilina do prédio, e Helena é a amiga e colega sofisticada e arrogante de Dottie.
Dorothea está planejando deixar o apartamento lotado e de mau gosto que divide com Bodey e se mudar para Helena, a fim de ter um lugar maior e mais agradável, onde possa entreter o homem que ela acredita que pretende se casar com ela. Helena chega para receber um cheque de Dorothea para cobrir sua parte do aluguel do primeiro mês. Dorothea deve se juntar a Bodey e Buddy para seu piquenique semanal de domingo no Parque Creve Coeur, a uma curta viagem de bonde, mas ela adia sua partida, certa de que o Sr. Ellis irá ligar. Sem que ela soubesse, seu noivado com outra mulher foi anunciado na seção de sociedade do jornal matutino, o que Bodey, prevendo sua reação, conseguiu esconder dela. Helena revela a notícia cruelmente, deixando Dorothea devastada e sem interesse em se mudar para um apartamento mais caro, do qual ela não precisa mais e não pode pagar. Irritada com a mudança repentina de planos, Helena diz a Dorothea que ela está no mesmo nível social e cultural de Bodey e Buddy e, portanto, não merece sua amizade, e vai embora. Dorothea, percebendo que o desagradável Buddy pode ser sua única chance de amor, corre para encontrá-lo e sua irmã no ponto de bonde.

## Produções
Em 1976, Tennessee Williams escreveu Creve Coeur, uma peça de um ato que ele considerou uma peça complementar de Demolition Downtown, uma obra curta que havia sido publicada na Esquire em 1971. Craig Anderson, diretor do Hudson Guild Theatre off-Broadway, em Nova York, leu a peça em 1977 e concordou em encená-la. Williams expandiu e revisou a peça, dirigida por Keith Hack, que havia dirigido uma produção aclamada pela crítica da peça de Williams, Vieux Carré, em Londres, dois anos antes, estreou no Spoleto Arts Festival em Charleston, Carolina do Sul, em junho de 1978, originalmente chamada Molly, com Shirley Knight como Dorothea e Jane Alexander. Mel Gussow do The New York Times descreveu-a como "terna, pungente e mensuravelmente humana", mas acrescentou: "esta ainda é uma peça em evolução". Williams continuou a trabalhar na peça e mudou seu título para Um lindo domingo para Creve Coeur . Novamente dirigido por Hack, com Knight reprisando seu papel, estreou no Hudson Guild Theatre em janeiro de 1979. Ao fazer uma resenha no New York Post, Clive Barnes disse: "Esta não é uma viagem turística comum no Tennessee" e acrescentou: "Mas é doce, honesta, compassiva, diferente e totalmente agradável". A peça foi encerrada no mês seguinte.
O Shaw Festival do Canadá apresentou A Lovely Sunday for Creve Coeur como parte de sua temporada 2014/15. A produção foi dirigida por Blair Williams e estrelou Deborah Hay como Dorothea.